# Stanisław Jedlewski
Stanisław Jedlewski (ur. 9 grudnia 1906 w Przemyślu, zm. 25 października 1992 w Warszawie) – polski pedagog. Zajmował się zagadnieniami pedagogiki specjalnej z uwzględnieniem resocjalizacji nieletnich oraz pracy zakładów poprawczych. Współpracował przez wiele lat z Marią Grzegorzewską i Czesławem Czapowem.

## Życiorys
Stanisław Jedlewski był synem Leona (telegrafisty, a następnie naczelnika stacji kolejowej we Lwowie) oraz Elżbiety z Klingerów. Miał dwóch braci, Romana (prawnika i oficera, który zginął w Katyniu) i Bronisława (lekarza m.in. prezydenta RP na uchodźstwie, Władysława Raczkiewicza). W 1926 roku ukończył szkołę średnią w Chyrowie. W latach 1926–1930 studiował na Wydziale Filologicznym Uniwersytetu Jana Kazimierza we Lwowie (praca magisterska „Techniki zakończeń aktowych w komediach Fredry”). Podczas studiów pełnił obowiązki wiceprezesa Koła Polonistów, a także zreorganizował Koło Pedagogiczne, a po ukończeniu nauki, od 1930 do 1931 roku, był asystentem w katedrze polskiej literatury porównawczej na tymże uniwersytecie (pracował pod kierunkiem profesorów, m.in. Juliusza Klainera, Eugeniusza Kucharskiego oraz Tadeusza Lehra-Spławińskiego) oraz stypendystą Funduszu kultury Narodowej.
W 1931 roku rozpoczął dwuletni kurs pedagogiczny na Uniwersytecie Jagiellońskim, który ukończył jako magister pedagogiki na podstawie pracy „O apercepcji i reprodukcji kształtów prostych u dzieci”. W 1933 roku Stanisław Jedlewski ożenił się z Kamilą Łopacką i w tym samym roku został powołany na nauczyciela przedmiotów pedagogicznych w seminarium nauczycielskim w Leśnej Podlaskiej. Po dwóch latach przeniósł się do Lublina, gdzie pracował jako nauczyciel języka polskiego w gimnazjum imienia Jana Zamojskiego w Lublinie oraz wykładowca w Pedagogium (do 1939 roku). W roku 1938 uzyskał tytuł doktora filozofii w zakresie filologii polskiej na Uniwersytecie Jana Kazimierza we Lwowie. Podczas pracy w Lublinie był przewodniczącym wydziału szkół średnich w Zarządzie Okręgowym Związku Nauczycielstwa Polskiego oraz wykładał na Uniwersytecie Powszechnym TUR. Po wybuchu II wojny światowej, w listopadzie 1939 roku, Jedlewski został na 2 miesiące aresztowany przez Gestapo. Po wypuszczeniu na wolność pracował jako biuralista w Związku Handlarzy Węglem w Lublinie, a od 1941 do 1944 roku uczestniczył w tajnym nauczaniu na terenie Lublina.
Po wyzwoleniu Lublina, w 1944 roku, Stanisław Jedlewski został powołany na stanowiska: Kierownika Resortu Oświaty PKWN oraz Naczelnika Wydziału Kształcenia Nauczycieli w Kuratorium Okręgu Lubelskiego, w którym pracował do roku 1946. Od 1946 do 1950 roku był organizatorem oraz dyrektorem Państwowego Zakładu Wychowawczo-Naukowego dla Młodzieży Osieroconej im. Tadeusza Kościuszki w Krzeszowicach. W latach 1950–1953 był prorektorem WSP w Warszawie, w której wykładał pedagogikę, prowadził ćwiczenia i praktykę pedagogiczną, a w 1951 roku zorganizował Studium Zaoczne WSP. W 1953 roku został samodzielnym pracownikiem nauki w Katedrze Pedagogiki na Wydziale Filozoficzno-Społecznym Uniwersytetu Warszawskiego, na którym w roku 1954 otrzymał stanowisko docenta, a w 1959 roku habilitował się. Od 1968 do 1976 roku był profesorem Uniwersytetu Warszawskiego, w latach od 1969 do 1974 równolegle prowadził zajęcia w Wojskowej Akademii Politycznej, a od 1972 do roku 1976 był dyrektorem Instytutu Profilaktyki Społecznej i Resocjalizacji. Podczas roku akademickiego 1976/1977 zatrudniony był również, na stanowisku profesora, w Wyższej Szkole Pedagogicznej w Kielcach.
W 1974 roku Jedlewski został powołany na członka Komitetu Nauk Socjologicznych Polskiej Akademii Nauk. W 1967 roku otrzymał Brązowy Medal „Za zasługi dla obronności kraju”. Pomimo że w 1977 roku przeszedł na emeryturę, od 1982 do 1992 roku pracował jako profesor w Wyższej Szkole Pedagogiki Specjalnej w Warszawie. 
Jego dziećmi byli aktorka Joanna Jedlewska, dziennikarz sportowy Łukasz Jedlewski i Paweł Jedlewski.

## Publikacje książkowe
- 1962: „Nieletni w zakładach poprawczych”
- 1966: „Analiza pedagogiczna systemu dyscyplinarno – izolacyjnego w resocjalizacji nieletnich”
- 1967: „Doskonalenie systemu wychowawczego w wojsku”
- 1971: „Pedagogika resocjalizacyjna” (współautor)
- 1984: „Poemat nie tylko pedagogiczny”

Źródła.